# So They Say
So They Say est un groupe de rock alternatif américain, originaire de Saint-Louis, dans le Missouri. L'activité du groupe ne dure que quatre ans, mais il réussit à percer grâce à ses deux albums, Antidote for Irony (2006) et Life In Surveillance (2007), qui sont généralement bien accueillis par la presse spécialisée. So They Say se sépare en 2008.

## Biographie
Le groupe est formé en 2004 à Saint-Louis, dans le Missouri. David Schroeder, Joseph Hamilton, Joe Hoermann, Nick Walters, et Justin Hanson sot des membres d'autres groupes avant la formation de So They Say. Le groupe publie initialement des chansons sur ses comptes Myspace et PureVolume avant de se faire remarquer par la major Fearless Records à laquelle ils signent en 2004. Cette même année, le groupe publie un premier EP éponyme. Plus tard, le 7 mars 2006, il publie son premier album studio, Antidote for Irony, chez Fearless Records,. So They Say participe une semaine au Warped Tour 2005, 2006 et 2007.
En octobre 2007, le groupe publie son deuxième et dernier album studio, Life In Surveillance. L'album est produit aux côtés de Matt Hyde (Sum 41, No Doubt, Slayer). Le premier single, intitulé Wake Me Up, est publié sur leur Myspace. L'album est bien accueilli, et le groupe part en tournée avec Atreyu,,.
En 2008, après le départ de Justin Hanson et Nick Walters, le groupe décide de se séparer. Les membres restants, David Shroeder et Joseph Hamilton, seront déjà dans un groupe de pop-rock appelé The Audio.

## Membres

### Derniers membres
- David Schroeder - chant, guitare
- Joseph Hamilton - basse, chant
- Alex Wilkinson - guitare
- Cory Laneman - batterie

### Anciens membres
- Mike Guffey - guitare
- Nicholas Walters - guitare
- Justin Hanson - batterie
- Joe Hoermann - basse

## Discographie
- 2005 : So They Say (EP)
- 2006 : Antidote for Irony
- 2007 : Life In Surveillance